# Botrychium subbifoliatum
Botrychium subbifoliatum är en låsbräkenväxtart som beskrevs av William Dunlop Brackenridge. Botrychium subbifoliatum ingår i släktet låsbräknar, och familjen låsbräkenväxter. Inga underarter finns listade i Catalogue of Life.